# Luis Albert Ballesteros
Luis Albert Ballesteros (València, 1902 - 1968) fou un arquitecte valencià.
Nascut al si d'una família benestant, estudià la cerrera d'arquitecte a Madrid, acabant-la el 1928 juntament amb Alfonso Fungairiño, Vicente Eced, Luis Moya o Joaquín Labayen. Encara com a estudiant (1927) participà en el concurs de l'Ateneu Mercantil de València. En aquesta participació, mostra el seu interès pels corrents de l'arquitectura contemporània, el seu projecte presentava un gran edifici de tipus gratacel, amb façanes envidrades i un dinamisme expressionista a través de ràfecs i sortints. També en 1927 començà a col·laborar am Alfonso Fungairiño (a la Facultat de Medicina per exemple) i buscarà un treball estable en l'administració. Així obtingué les places d'arquitecte provincial de Castelló (1928-30), arquitecte municipal d'Alboraia i d'Almàssera, fins a aconseguir el càrrec d'arquitecte de la Comissió Provincial de Serveis Tècnics de la Diputació de València.
En els seus primers edificis construïts a València, trobem unes propostes noucentistes transformades seguint les pautes d'una arquitectura més moderna, exemples d'açò són l'Edifici Carbajosa o l'Edifici Cànovas. Però Albert s'adaptarà al gust de la clientela, mostra d'això és el seu Edifici Momparler (1930), on el llenguatge predominant és el casticisme.

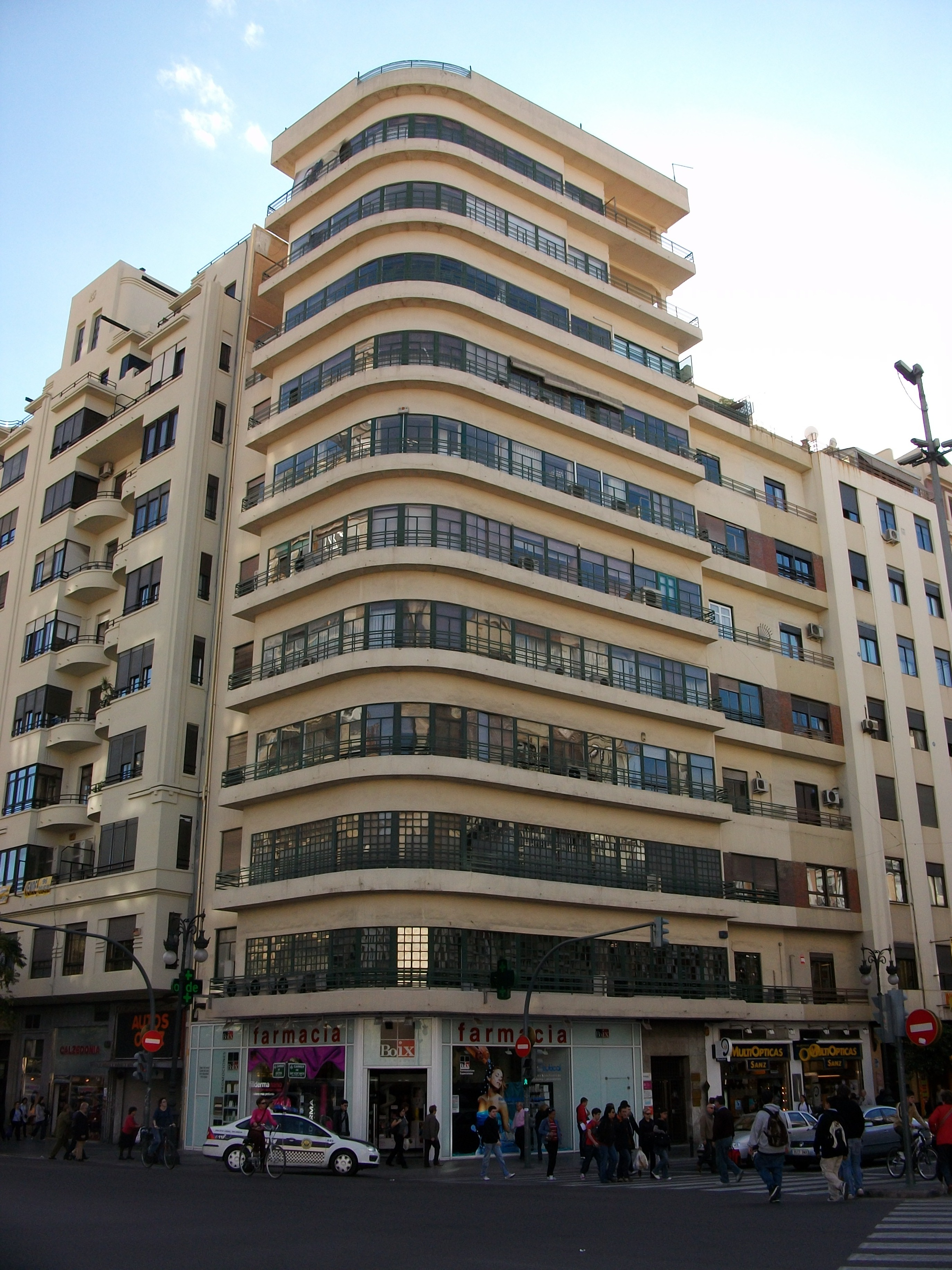
Edifici Alonso

L'any 1933 serà important per a Luis Albert, des del seu càrrec d'arquitecte provincial de la Diputació, rebrà tres importants: la nova plaça de bous, l'Hospital Provincial i el manicomi de Portaceli, cap d'ells però s'executarà.
En el projecte de l'Hospital Provincial de 1933 serà on més s'aproxime al llenguatge del Moviment Modern. Es tractava d'una sèrie de pavellons disposats axialment units per passadissos subterranis. Els distints edificis els dissenya amb una planta plenament funcionalista, prenent idees de Le Corbusier.
Albert continuà emprant i aprofundint en el llenguatge de l'arquitectura racionalista en l'Edifici i fàbrica Buch (1935), on parla "d'arquitectura cúbica", en l'Edifici Zabala i sobretot en el seu Edifici Alonso de 1935. Aquest edifici resumeix la trajectòria d'Albert, a l'edifici domina la imatge de gratacel amb una torre formada per la successió de terrasses amb paraments envidrats i s'hi manté cert expressionisme, amb volades prominents (tret que fa pensar en l'arquitecte Erich Mendelsohn o en els gratacels novaiorquesos).
Albert fou l'arquitecte més innovador de la dècada dels trenta a València i el més al corrent del que es feia en l'arquitectura moderna. La Guerra Civil Espanyola provoca la desaparició del seu estudi i el seu deteniment pel seu tarannà conservador. Passat el conflicte romandrà a la Diputació, però ja no utilitzarà tan profusament el llenguatge modern, sinó el nou llenguatge monumental, castís i academicista imposat pel nou règim. Una mostra d'això és el Col·legi del Loreto (1945) o l'Hospital Provincial. Va ser cap provincial de la Reconstrucció de València (1939-1942) i col·laborà amb la Direcció General de les Regions Devastades. El 1961 ingressà a la Reial Acadèmia de Belles Arts de Sant Carles.

## Obres
- Edifici Carbajosa València, carrer Xàtiva cantonada amb carrer Ribera (1929)
- Edifici Tortosa/Martínez Sala València, carrer Universitat (1931)
- Edifici Cánovas València, carrer Navellós (1933)
- Edifici Zabala València, carrer Conca 16, 18 i 20 (1935)
- Edifici i Fàbrica Buch València, carrer Quart 114 (1935)
- Edifici Alonso València, carrer Sant Vicent amb carrer Xàtiva (1935)
- Edifici Albert Ballesteros València, avinguda de l'Oest 31 (1941-44)
- Col·legi de sord-muts (1948)
- Hospital Provincial